# Victoria Sharp
Victoria Madeleine Sharp (nascida em 8 de fevereiro de 1956) é a presidente da King's Bench Division do Alto Tribunal de Justiça da Inglaterra e País de Gales. Victoria Sharp foi escolhida para decidir sobre a extradição de Julian Assange para os EUA.

## Juventude
Ela veio de uma família de multimilionários. Ela é filha do Lord Sharp de Grimsdyke. Seu irmão gêmeo é Richard Sharp, ex-banqueiro do Goldman Sachs e ex-presidente da BBC. Ela é judia. Ela foi educada na North London Collegiate School e na Universidade de Bristol.